# Ed Westwick
Edward Jack Peter Westwick, také Ed Westwick (*27. června 1987, Londýn, Anglie) je anglický herec a hudebník, který je nejlépe známý pro jeho roli Chucka Basse v dramatu a seriálu společnosti CW Super drbna. Dále se objevil ve filmech Samantha Darko (2009), Holka s prknem (2011), J. Edgar (2011), Romeo and Juliet (2013) a Last Flight (2014. V roce 2015 hrál v seriálu stanice ABC Wicked City.

## Mládí a kariéra
Narodil se v Stevenage v Hertfordshire v Anglii. Vyrůstal v Stevenage a trénoval v National Youth Theatre v Londýně. Jeho brzká kariéra začala vystoupením v britském televizním seriálu Doctors, kde ztvárnil roli Holdena. Mezi jeho filmové úspěchy patří filmy Dveře dokořán, Potomci lidí a Malý Rambo.
V roce 2007 byl obsazen do teenagerského seriálu Super drbna, založeného na knižní sérii stejného jména od spisovatelky Cecily von Ziegesar. V důsledku přehlídky úspěchu, byl jmenován jedním z nejvíce žijících sexy mužů roku 2008 časopisem People. V následujícím roce se objevil na seznamu 100 Nejkrásnějších se všemi herci ze Super drbny.[zdroj?] Získal dvě ocenění v roce 2008 a 2009 za nejlepšího televizního darebáka v Teen Choice Awards a byl Objev roku 2010 od GQ.Entertainment Weekly ho jmenoval, postavou Chucka Basse číslem jedna v jejich seznamu Nejlépe oblečených TV osobností roku 2008.[zdroj?] V roce 2008 se stal novou tváří K-Swisk. Roku 2009 hrál v třetí řadě seriálu Californication společnosti Showtime studenta, který byl fascinován upíří literaturou. V květnu 2009 se připojil k filmu Bouřlivé výšiny. Nicméně, v roce 2010 projekt přešel do rukou nového ředitele, který způsobil změnu v obsazení.
V lednu 2011 se připojil k filmu Clinta Eastwooda J. Edgar. Tento životopisný film pojednává o Edgaru Hooverovi prvním kontroverzním řediteli FBI ztvárněný Leonardem DiCapriem. Tentýž rok se objevil v romantické komedii Holka s prknem vedle herečky Felicity Jones. Převedl knihu Města padlých andělů od Cassandri Clare do audio verze a také převyprávěl druhý román Mechanický princ z řady The Infernal Devices. V polovině roku 2010 se stal celebritou filipínské značky Penshoppe a byl obsazen v novodobé úpravě filmu Romeo and Juliet jako Juliin bratranec Tybalt po boku Hailee Steinfeld. V roce 2015 byl obsazen do seriálu stanice ABC Wicked City. Seriál byl však zrušen po odvysílání 3 dílů. Seriál se však ujala společnost Hulu a odvysílala zbylých 5 dílů. V roce 2016 měl premiéru film Miliardové výkupné. O rok později si zahrál ve filmu Bankrot.

## Osobní život
Hrál v čele rockové kapely The Filthy Youth s dalšími muzikanty Kenny "Axe Man" Arnold, David "Gattman" Gatt, Jimmy Wright, Tom Bastiani a John Vooght ve Spojeném království, ale protože se chtěl věnovat své herecké kariéře s čímž nesouhlasila kapela, projevil zájem o založení nové skupiny v New Yorku.
Partnerský vztah udržoval s Jessicou Szohrovou, jeho hereckou kolegyní v seriálu Super drbna, se kterou se rozešli v dubnu 2010. Později se jeho partnerskou stala Phoebe Tonkin, známá ze seriálu H2O: Stačí přidat vodu, se kterou se rozešli v březnu 2011. Během let 2017 až 2018 přítelkyní byla s americkou modelkou Jessicou Serfaty.
V roce 2022 navázal vztah s britskou herečkou Amy Jacksonovou. Vzali se srpnu 2024 v Itálii. V říjnu téhož roku oznámili, že očekávají narození prvního potomka.

## Filmografie

### Film
| Rok  | Název              | Role            | Poznámky            |
| ---- | ------------------ | --------------- | ------------------- |
| 2004 | Goodbye K'Life     | Nino Salithers  |                     |
| 2006 | Potomci lidí       | Alex            |                     |
| 2006 | Dveře dokořán      | Zoran           |                     |
| 2007 | Malý Rambo         | Lawrence Carter |                     |
| 2008 | 30 a půl metru     | Joey            |                     |
| 2009 | Samantha Darko     | Randy Jackson   |                     |
| 2010 | The Commuter       | Bell Boy        | krátkometrážní film |
| 2011 | Holka s prknem     | Jonny           |                     |
| 2011 | J. Edgar           | Agent Smith     |                     |
| 2013 | Romeo and Juliet   | Tybalt          |                     |
| 2014 | Last Flight        | Charles Gillis  |                     |
| 2015 | Bone in the Throat | Will Reeves     |                     |
| 2015 | Hříčky přírody     | Milan Pinache   |                     |
| 2016 | Miliardové výkupné | Billy Speck     |                     |
| 2017 | Bankrot            | Ben Collins     |                     |

### Televize
| Rok        | Název           | Role                         | Poznámky                         |
| ---------- | --------------- | ---------------------------- | -------------------------------- |
| 2006       | Doctors         | Holden Edwards               | díl: „Young Mothers Do Have 'Em“ |
| 2006       | Casualty        | Johnny Cullin                | díl: „Family Matters“            |
| 2006       | AfterLife       | Darren                       | díl: „Roadside Bouquets“         |
| 2007-12    | Super drbna     | Chuck Bass                   | hlavní role, 121 dílů            |
| 2009       | Californication | Chris "Balt" Smith           | díl: „Kraj prznění a strdí“      |
| 2015       | Wicked City     | Kent Galloway                | hlavní role, 8 dílů              |
| 2017       | Griffinovi      | Fotbalista/Svatebčan (hlasy) | díl: „The Finer Strings“         |
| 2017       | Podfu(c)k       | Sonny Castillo               | 4 díly                           |
| 2017–dosud | White Gold      | Vincent Swan                 | 6 dílů                           |

### Hudební video
| Rok  | Název               | Umělec    | Poznámky |
| ---- | ------------------- | --------- | -------- |
| 2018 | „Give Me Your Hand“ | Shannon K |          |

## Ceny a nominace
| Rok  | Ocenění                | Kategorie                       | Práce       | Výsledky  |
| ---- | ---------------------- | ------------------------------- | ----------- | --------- |
| 2008 | Teen Choice Awards     | nejlepší seriálový zloudch      | Super drbna | vítězství |
| 2008 | Teen Choice Awards     | seriálový objev roku: muž       | Super drbna | nominace  |
| 2009 | Teen Choice Awards     | nejlepší seriálový zloudch      | Super drbna | vítězství |
| 2009 | Young Hollywood Awards | Hollywoodský objev roku         | Super drbna | vítězství |
| 2009 | Young Hollywood Awards | objev roku: muž                 | Super drbna | vítězství |
| 2010 | Teen Choice Awards     | nejlepší seriálový zloudch      | Super drbna | nominace  |
| 2011 | Teen Choice Awards     | nejlepší seriálový zloudch      | Super drbna | nominace  |
| 2012 | Teen Choice Awards     | nejlepší seriálový herec: drama | Super drbna | nominace  |